# Battaglie di Mazar-i-Sharif (1997-1998)
Le battaglie di Mazar-i-Sharif avvennero come parte della guerra civile afgana e si sono svolte tra il 1997 e il 1998 tra le forze di Abdul Malik Pahlawan e dei suoi alleati Hazara, Junbish-e Milli-yi Islami-yi Afghanistan e i talebani.

## Antefatti

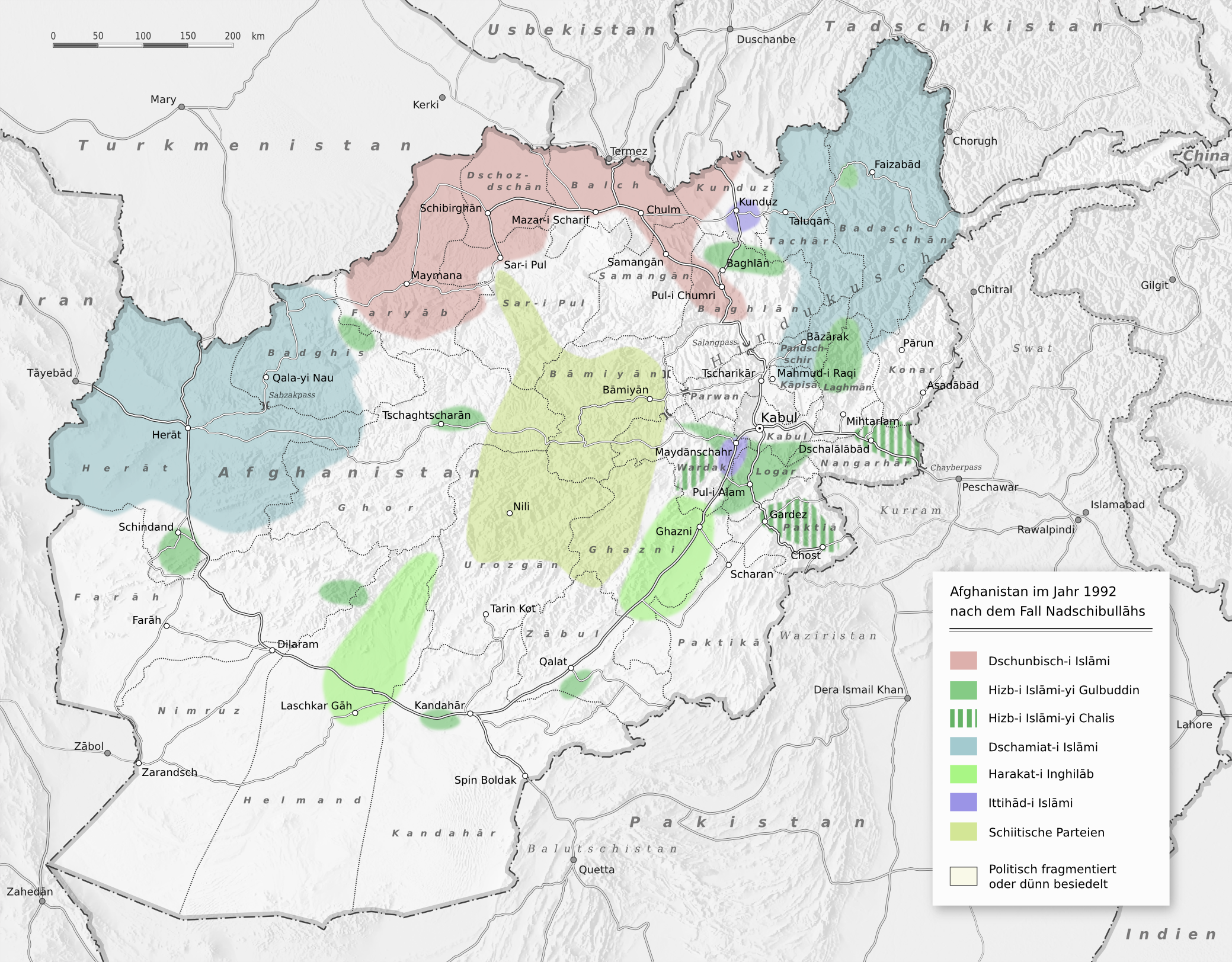
Controllo della fazione ribelle nel 1992 dopo la caduta di Najibullah. Junbish in rosso.

All'inizio del 1992, quando era imminente il collasso del governo comunista in Afghanistan, le milizie ex comuniste in prevalenza di etnia uzbeka (per lo più musulmani sunniti) nel nord dell'Afghanistan si ammutinarono contro Kabul. Furono unite dal generale Abdul Rashid Dostum nel Movimento islamico nazionale dell'Afghanistan ( Junbish-i-Milli Islami Afghanistan ), meglio conosciuto come Junbish. Questa fazione ribelle ha preso il controllo di cinque province settentrionali dell'Afghanistan all'inizio del 1992, stabilendo di fatto uno stato indipendente nel nord ovest del paese con Mazar-i-Sharif come capitale. Junbish mantenne un'alleanza problematica con Hezbe Wahdat, una milizia composta in prevalenza da sciiti di etnia Hazara.
Sebbene inizialmente si schierò con il governo ad interim sotto Burhanuddin Rabbani (fazione Jamiat-e Islami, islamisti tagiki), Dostum si unì alla fazione Hezb-e Islami Gulbuddin (islamisti pashtun) di Gulbuddin Hekmatyar nel gennaio 1994 nel corso della guerra civile afghana (1992– 1996). Quando i talebani (islamisti radicali in prevalenza pashtun) salirono alla ribalta tra il 1994 e il 1995 con il sostegno significativo del Pakistan, tuttavia, la Junbish di Dostum fu costretta a riconciliarsi con la Jamiat di Massoud e dopo la conquista talebana di Kabul nel settembre 1996, hanno dato vita all'Alleanza del Nord per fermare i talebani.
Il 25 giugno 1996, il fratello del secondo in comando di Dostum Abdul Malik Pahlawan, Rasul, è stato ucciso a colpi di arma da fuoco insieme a 15 delle sue guardie del corpo. Malik ha accusato Dostum di essere il mandante dell'assassinio di suo fratello, provocando una faida tra i due. Nel maggio 1997, arrabbiati per il presunto coinvolgimento di Abdul Rashid Dostum nell'uccisione di Rasul, Malik e altri comandanti come Qari Alam Rosekh, il generale Abdul Majid Rouzi e Abdul Ghaffar Pahlawan si incontrarono con i comandanti talebani Mullah Abdul Razzaq e Mullah Ghaus a Baghdis. Lì convennero che Malik avrebbe tradito Dostum, catturato Ismail Khan e preso il controllo della città di Mazar-i-Sharif.  Ciò che ha ulteriormente motivato la ribellione di Malik è stato il fatto che Dostum non pagava le sue truppe da cinque mesi.

## Battaglie e massacri

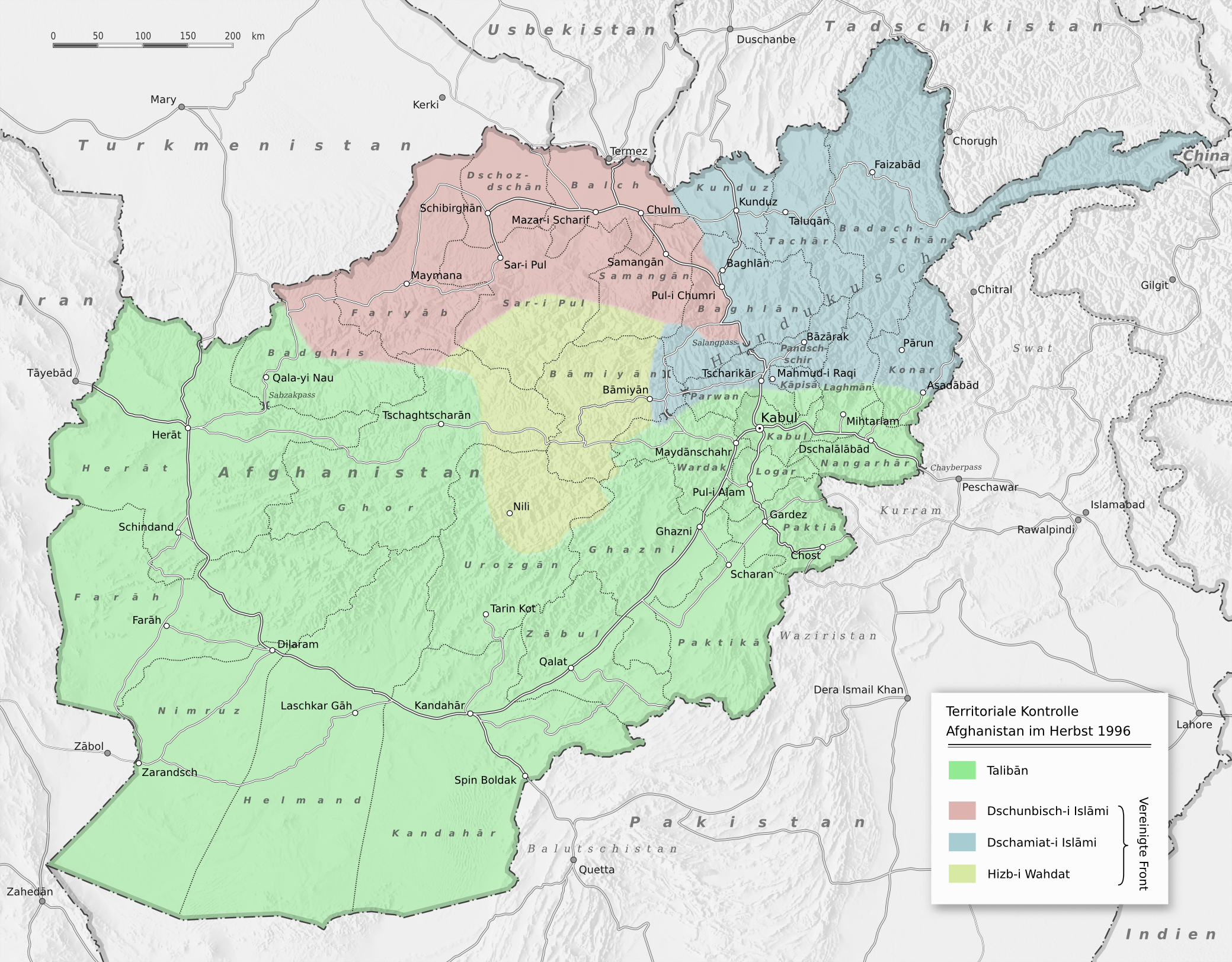
Controllo della fazione dopo la caduta di Kabul nel settembre 1996. Junbish in rosso.

### I talebani prendono il controllo (19-27 maggio 1997)
Il 19 maggio 1997, Malik ha disertato presso i talebani, arrestando diversi comandanti della Junbish e fino a 5 000 soldati. Le forze talebane arrivarono rapidamente in suo aiuto da Kabul e Herat, e una dopo l'altra le province settentrionali caddero nelle mani dell'improbabile alleanza pashtun-uzbeki, con la base delle forze di Malik nella provincia di Faryab . Il 22 maggio 1997 sono scoppiati combattimenti tra le forze di Dostum e i talebani nel distretto di Andkhoy e Khwaja Dokoh.  Il leader dell'Alleanza del Nord Ahmad Shah Massoud ha inviato rinforzi, ma non ha prevalso.  Dostum si ritirò a Mazar-i-Sharif e il 24 maggio, ed è fuggito in Turchia passando dall'Uzbekistan insieme a 135 fedelissimi, con la sua famiglia che era scappata il giorno prima.  Attraversando il confine uzbeko-afghano a Termez, Dostum ha dovuto corrompere i suoi stessi soldati con dollari statunitensi per far passare il suo convoglio. Il 25 maggio Abdul Majid Rouzi ha arrestato Ismail Khan a Baghdis e lo ha consegnato ad Abdul Razzaq, il governatore di Herat, dove è stato rinchiuso nel carcere di Kandahar.  Lo stesso giorno, il Pakistan ha riconosciuto i talebani come governo legittimo dell'Afghanistan, seguito dagli Emirati Arabi Uniti il 27 maggio.
Sebbene i dettagli esatti dell'accordo non fossero chiari, sembra che i talebani non abbiano rispettato la loro parte. Abdul Razaq è stato nominato capo dell'esercito nel nord, piuttosto che Malik, e in compenso Malik ha ricevuto la posizione quasi irrilevante di viceministro degli esteri. Il 25 maggio,  i talebani entrarono a Mazar-i-Sharif con 2 500 uomini pesantemente armati. Hanno cominciato a imporre la sharia, a chiudere le scuole e la Balkh University, a cacciare le donne dalle strade e, soprattutto, a cercare di disarmare la popolazione locale Hazara e Uzbeka, contrariamente all'accordo che Malik aveva fatto con loro.  Nei quartieri in maggioranza Hazara della città, in particolare nelle aree nord-orientali e orientali intorno a Syedabad, i comandanti dell'Hezb-i Wahdat locali e i "civili" armati iniziarono ad arruolarsi nella resistenza.  L'alleanza tra Malik e i talebani si ruppe e gli Hazara si rivoltarono contro i talebani. Sebbene i diplomatici pakistani siano volati in città nel tentativo di rinegoziare i termini dell'accordo, era ormai troppo tardi. Il fatto che Islamabad abbia concesso al regime talebano il riconoscimento diplomatico ufficiale così rapidamente e abbia esortato l'Arabia Saudita e gli Emirati Arabi Uniti a seguirne l'esempio, ha ulteriormente aggravato la situazione. Gli uzbeki si resero sempre più conto che l'accordo non rappresentava una divisione del potere, ma in realtà era un colpo di mano da parte talebana.

### Talebani estromessi (28 maggio - inizio giugno 1997)
Quando un gruppo di Hazara ha resistito al disarmo nel pomeriggio del 28 maggio 1997, ciò ha portato a una rivolta tra gli Hazara di Mazar che sfociò in una rivolta popolare contro i talebani. Questi ultimi si trovarono su un terreno a loro sconosciuto e caddero rapidamente vittime di imboscate dove venivano uccisi o fatti prigionieri. Dopo 15 ore di aspri combattimenti, circa 600 talebani sono stati uccisi nelle strade di Mazar e più di 1 000 sono stati catturati mentre cercavano di fuggire dall'aeroporto. Le truppe di Malik hanno proceduto al saccheggio della città compresi gli uffici delle agenzie delle Nazioni Unite (i cui operatori umanitari sono stati costretti a fuggire), mentre una dozzina di talebani di origine pakistana sono stati uccisi.
Il 30 maggio sono scoppiati pesanti combattimenti intorno a Syedabad.  A questo punto, Malik alleò le sue forze con l'Hezb-i-Wahdat,  facendo prigionieri circa tremila soldati talebani a Maimana, Sheberghan e Mazar-i-Sharif dopo che le loro vie di fuga erano state interrotte. Nei giorni successivi i talebani furono cacciati dalla città e i comandanti fedeli a Malik ripresero il controllo delle province di Jowzjan, Sar-i Pol, Takhar e Faryab, mentre una nuova linea del fronte con i talebani venne istituita lungo il fiume Murghab a Badghis. Sono iniziati pesanti combattimenti nelle tre province contese di Balkh, Samangan e Kunduz .

### Esecuzione di prigionieri talebani (maggio-luglio 1997)
È stato riferito che tra maggio e luglio 1997 Abdul Malik Pahlawan (o il fratello di Malik, il generale Gul Mohammad Pahlawan) ha fatto giustiziare sommariamente migliaia di talebani. "Si ritiene che sia stato responsabile del massacro di un massimo di 3 000 prigionieri talebani dopo averli invitati a Mazar-i-Sharif". Migliaia di soldati talebani e centinaia di talebani di origine pakistana sono stati uccisi a colpi di arma da fuoco e sepolti in fosse comuni.
Comandanti come il mullah Abdul Razzaq, il mullah Mohammad Ghaus, ministro degli Esteri talebano ad interim e governatore della banca statale, e Maulvi Ehsanullah sono stati fatti prigionieri. Inoltre, furono catturati e uccisi anche comandanti Junbish come Ghulam Haidar Jawzjani, insieme a Salam Pahlawan e Rais Omar Bey.

### Le forze anti-talebane si riorganizzano (giugno-agosto 1997)
La rivolta contro l'acquisizione del potere da parte dei talebani aveva avuto un successo insperato e aveva spinto le forze di Massoud a guadagnare terreno a nord di Kabul e gli Hazara nell'Afghanistan centrale a rompere l'assedio dell'Hazarajat che durava da nove mesi. In dieci settimane di combattimenti tra maggio e luglio, i talebani hanno subito oltre 3 000 morti o feriti e circa 3 600 sono diventati prigionieri di guerra, mentre 250 pakistani sono stati uccisi e 550 catturati. Il morale dei talebani era crollato e stavano cercando disperatamente di reintegrare le loro perdite con nuove reclute chiudendo madrase in Pakistan e Afghanistan per arruolarne gli studenti.
Malik ha proceduto a reincorporare Jamiat-e Islami nell'amministrazione della città di Mazar.  Il 13 giugno 1997, la formazione dell'Alleanza del Nord è stata formalizzata e Mazar è stata dichiarata la sua capitale. Rabbani è stato riconfermato presidente e Massoud nominato ministro della Difesa. La coalizione ha cercato la riconciliazione nazionale tra i vari gruppi etnici e religiosi e attraverso le linee di partito, ma ciò si è rivelato estremamente difficile. Molti nell'Alleanza non si fidavano di Malik, che aveva commesso due tradimenti a maggio, prima contro Junbish e poi contro i talebani.
Nel frattempo, nel giugno 1997, la locale shura pashtun della provincia di Kunduz ha disertato a favore dei talebani. Ciò ha fornito loro un'importante base strategica di operazioni per minacciare ancora una volta Mazar, questa volta da est.

### Contrattacco talebano, torna Dostum (settembre-dicembre 1997)
4 mesi dopo la loro sconfitta, i talebani avanzarono ancora una volta verso Mazar all'inizio di settembre 1997. Quando hanno catturato la città di Tashqurghan il 7 settembre, a Mazar è scoppiato il panico. A quel punto, Dostum tornò dall'esilio in Turchia, radunò le truppe uzbeke a lui fedeli e iniziò ad attaccare le forze di Malik. I talebani assediarono Mazar per 23 giorni.  Saccheggi e uccisioni sono avvenute sia da parte sia delle forze di Malik che di quelle di Dostum. I talebani sono stati respinti a Kunduz, ma lungo la strada hanno fatto irruzione in diversi villaggi e ucciso almeno 86 civili. Almeno 70 hazara sciiti sono stati massacrati dai talebani nel villaggio di Qazil Abad a sud di Mazar. Un sopravvissuto ha raccontato che "alcuni sono stati sgozzati, mentre altri sono stati scuoiati vivi".
Quando i talebani si furono ritirati da Mazar, la città fu conquistata dalle milizie alleate a Malik, Dostum non fu in grado di reclamare la sua capitale; ha quindi stabilito la sua base a Sheberghan, la capitale della provincia di Jowzjan a ovest. Al fine di screditare Malik e riconquistare i suoi sostenitori, Dostum ha denunciato le atrocità che Malik aveva commesso contro i prigionieri di guerra talebani portando alla luce 20 fosse comuni nel deserto di Dash-te-Laili vicino a Sheberghan. (le stesse forze di Dostum commisero un simile massacro contro i prigionieri di guerra talebani tre anni dopo, nel dicembre 2001 nella stessa area, in seguito all'invasione statunitense). Dostum ha offerto aiuto ai talebani per recuperare i corpi, ha chiesto un'indagine delle Nazioni Unite (che è iniziata presto) e ha rilasciato circa 200 prigionieri talebani in segno di buona volontà. Dostum ha gradualmente riaffermato la sua leadership su Junbish e ha ripreso il controllo delle province settentrionali fuori dalla città di Mazar-i-Sharif, e alla fine ha prevalso su Malik costringendolo a fuggire in Iran nel dicembre 1997.
Entro la fine del 1997, tutte le fazioni coinvolte nella guerra civile afgana avevano compiuto pulizie etniche e religiose e massacri l'una contro l'altra. Sebbene la principale divisione etnica fosse tra pashtun (guidati dai talebani) e non pashtun (formalmente uniti nell'Alleanza del Nord), i vari gruppi di non pashtun si sono anche impegnati in violenze su larga scala l'uno contro l'altro in episodi di lotte intestine a base etno-religiosa. Le recenti battaglie hanno creato più di 750 000 nuovi rifugiati dalle aree di Mazar, Herat e Kabul, mentre le potenze straniere hanno aumentato il supporto materiale per le varie fazioni afghane.

### Lotte interne tra gli Hazara e conflitti Uzbeko-Hazara (gennaio-febbraio 1998)
Gli Hazara a Mazar-i-Sharif, ufficialmente tutti unificati sotto la bandiera di Hezb-i Wahdat, erano divisi in diverse fazioni che occasionalmente si scontravano tra loro e coi gruppi uzbeki dopo aver respinto i talebani. La città divenne nuovamente zona di guerra, mentre i funzionari dell'intelligence iraniana e russa fecero inutili tentativi di mediazione tra Dostum e gli Hazara, nonché tra le varie fazioni Hazara. Nel febbraio 1998 a Mazar scoppiarono pesanti combattimenti tra hazara e uzbeki e Massoud visitò Teheran in una disperata richiesta di aiuto per salvare l'alleanza anti-talebana. Nel frattempo, i talebani stavano preparando una nuova offensiva e a gennaio hanno massacrato 600 abitanti di un villaggio uzbeko nella provincia di Faryab. Hanno imposto un'interpretazione ancora più rigida della legge islamica che prevedeva l'uso di amputazioni, frustate e lapidazioni, e alla chiusura delle ultime scuole femminili rimaste. Sebbene la protesta internazionale sia aumentata, non è stata intrapresa alcuna azione e il 24 febbraio 1998 tutto il personale delle Nazioni Unite si è ritirato da Kandahar, la capitale de facto dell'Emirato Islamico dell'Afghanistan.

### Nuova offensiva talebana (luglio 1998)
Nel luglio 1998 i talebani hanno preso il controllo di gran parte dell'area a nord di Herat, conquistando Maimana il 12 luglio. Hanno sconfitto la Junbish, catturato 100 carri armati e veicoli e circa 800 soldati uzbeki, la maggior parte dei quali sono stati massacrati.
Secondo quanto riferito, l'Hezb-i Islami, inizialmente neutrale, si è unito ai talebani, dopo aver circondato le linee del fronte di Hezb-i Wahdat a Qalai-Zaini-Takhta Pul.
La Brigata 055 di Al Qaeda avrebbe preso parte alla battaglia.

### Riconquista e massacro (agosto 1998)
Il 1 ° agosto 1998, i talebani hanno catturato il quartier generale della Junbish di Dostum a Sheberghan. Ciò è accaduto dopo che molti dei suoi comandanti hanno accettato tangenti dai talebani e hanno disertato. Dostum è fuggito di nuovo in Turchia attraverso l'Uzbekistan. Ciò ha causato la demoralizzazione degli altri comandanti uzbeki a guardia della strada per Mazar e l'accettazione di tangenti. Solo un esercito Hazara di 1 500 soldati appena fuori Mazar stava ancora a guardia della città. Sono stati colti da un attacco a sorpresa la mattina presto dell'8 agosto e hanno combattuto fino a quando non hanno esaurito le munizioni e, tranne circa 100, sono stati tutti uccisi dai talebani.
Alle 10 del mattino dell'8 agosto 1998, i talebani entrarono a Mazar e per i due giorni successivi guidarono i loro camioncini "su e giù per le stradine di Mazar-i-Sharif sparando a sinistra e a destra e uccidendo tutto ciò che si muoveva: proprietari di negozi, carrettieri, donne e bambini che fanno acquisti e persino capre e asini". Più di 8 000 non combattenti sono stati uccisi a Mazar-i-Sharif e successivamente a Bamiyan . Inoltre, i talebani sono stati criticati per aver proibito a chiunque di seppellire i cadaveri per i primi sei giorni (contrariamente alle ingiunzioni dell'Islam, che richiede la sepoltura immediata) mentre i resti marcivano nella calura estiva e venivano mangiati dai cani.
Secondo quanto riferito, i talebani hanno anche cercato e massacrato degli Hazara, mentre controllavano Mazar. Nei giorni successivi, le forze talebane hanno iniziato a detenere maschi di etnia hazara, tagika e uzbeka. Centinaia sono state sommariamente giustiziate mentre migliaia di prigionieri sono stati trasportati in camion portacontainer a Shiberghan e in altre città, e in alcuni casi i prigionieri erano rimasti asfissiati all'interno dei contenitori di metallo chiusi.
A Qalai-Zaini-Takhta Pul rimasero intrappolati dai 1 500 ai 3 000 combattenti dell'Hezb-i Wahdat. Molti sono stati giustiziati sul posto, mentre circa 700 hanno tentato di fuggire su camioncini, molti sono rimasti uccisi durante il tragitto. I comandanti del Wahdat come Muhammad Muhaqiq sono stati evacuati in elicottero.
Un gruppo armato di nome Sipah-i Sahaba, associato al Pakistan e ai talebani, ha anche catturato il consolato iraniano e ucciso a colpi di arma da fuoco un giornalista e otto ufficiali dei servizi segreti e diplomatici.
In seguito alla caduta di Mazar-i-Sharif, l'ultima grande città dell'Afghanistan a cadere in mano ai talebani, il Pakistan ha riconosciuto il regime talebano. Subito dopo, gli Emirati Arabi Uniti e l'Arabia Saudita hanno esteso il riconoscimento ufficiale al regime, mentre il Turkmenistan ha intrattenuto relazioni economiche e diplomatiche con i talebani senza tuttavia riconoscere il loro regime.